# Русанівська вулиця
Руса́нівська ву́лиця — зникла вулиця, що існувала в Дніпровському районі Києва, місцевість Микільська слобідка. Пролягала від вулиці Євгена Маланюка до Русанівської протоки.

## Історія
Виникла у першій половині XX століття (у 1920-х — на початку 1930-х років) під такою ж назвою. Назва — від історичної місцевості Києва. 
Ліквідована в 1980-х років у зв'язку зі знесенням старої забудови Микільської слобідки. Нині на місці колишньої вулиці — пустир, що простягається між Лівобережним виставковим центром та берегом Русанівської протоки.